# Bürgerkonvent
Der Bürgerkonvent (Eigenschreibweise: BürgerKonvent) war ein politischer Verein, der im April 2003 gegründet wurde und sich im Mai 2015 auflöste.

## Geschichte und Struktur
Laut Satzung von Mai 2007 war der Zweck des Vereins, „durch staatsbürgerliche Bildung die Mitwirkung an der politischen Willensbildung der Bevölkerung zu fördern sowie die Verbesserung der Zukunftsfähigkeit der Gesellschaft in Deutschland und Europa“.
Führende Gründungsmitglieder waren der Politologe Gerd Langguth und der Sozialwissenschaftler und Publizist Meinhard Miegel (Sprecher).
Der letzte Vorstand (2013–2015) bestand aus Klaus Peter Krause, Vera Lengsfeld und Beatrix von Storch; frühere ehemalige Vorstandsmitglieder waren u. a. Gisela Fischer, Hans-Günter Lind, Gerhard Schulte Thomas Grundmann († 2022) sowie Patrick Freiherr von Stauffenberg. Unterstützt wurde die Organisation weiteren Personen aus Politik und Wirtschaft, wie Roland Berger und Otto Graf Lambsdorff († 2009).
Der Bürgerkonvent erlangte Ende April/Anfang Mai 2003 durch eine groß angelegte Werbekampagne unter dem Titel Deutschland ist besser als jetzt Bekanntheit. Die Kampagne wurde von der Werbeagentur Abels & Grey betreut und mit 6 Millionen Euro von August von Finck junior finanziert. Von Januar 2011 bis Juni 2013 erschien mehrmals im Jahr der Newsletter BürgerBrief, der sich wechselnden politischen Themengebieten widmete.
Einer Einschätzung von Heinz Theisen in einer Publikation der Konrad-Adenauer-Stiftung zufolge verstand sich der Bürgerkonvent als eine überparteiliche Einrichtung von Bürgern, welche die Staatsgesellschaft zu einer echten Bürgergesellschaft umformen wollen. Der Bürgerkonvent werbe für politische und gesellschaftliche Lösungen, welche nicht einer kurzfristigen Politik oder einer Klientel verpflichtet seien. Eine Analyse der Hauptabteilung Politik und Beratung der Konrad-Adenauer-Stiftung zur Beurteilung der Alternative für Deutschland bezeichnet den Bürgerkonvent als „Apo von rechts“ und „von oben“, die auf die Rückführung des Staates auf Kernkompetenzen und den Abbau von Sozialleistungen zugunsten privater Vorsorge abziele. Dazu werde mit Hilfe eingekaufter und professioneller Kampagnenpolitik Druck auf Politiker ausgeübt. Die Strukturen seien „intransparent und nicht demokratisch.“
Auf einer außerordentlichen Mitgliederversammlung am 22. Mai 2015 wurde einstimmig beschlossen den Verein zum 31. Mai 2015 aufzulösen. Danach befand er sich in Liquidation, bis er am 16. Dezember 2016 schließlich im Vereinsregister gelöscht wurde. Liquidatoren waren von Storch und Krause.